# Via Bonatti-Ghigo
La Via Bonatti-Ghigo è una via lunga alpinistica sul Grand Capucin nel massiccio del Monte Bianco aperta da Walter Bonatti e Luciano Ghigo nel 1951 e liberata da Eric Escoffier, Thierry Renault, David Chambre e Jean-Baptiste Tribout nel 1983.
Si tratta della prima via d'arrampicata che affronta direttamente la verticale parete est del Grand Capucin.
Questa salita, insieme a quella sulla parete ovest del Petit Dru dei francesi l'anno successivo, rappresentò la possibilità di superare tramite l'artificiale vie sul granito ritenute prima impossibili, così come era avvenuto vent'anni prima per il calcare con la parete nord della Cima Grande di Lavaredo. Queste imprese faranno dire all'alpinista francese Jean Couzy:

## La via
La via non attacca la parete nel suo punto più basso di contatto con il ghiacciaio, ma la approccia passando per il Couloir des Aiguillettes ed effettuando successivamente un lungo traverso per raggiungere il terrazzo che caratterizza il settore sinistro della parete.
La via è attrezzata con spit e chiodi da roccia ma è necessario integrarli con le protezioni veloci.

## Storia della prima ascensione
Il primo tentativo di Bonatti risale al 24 luglio 1950, in compagnia di Camillo Barzaghi. I due però devono fare presto dietrofront a causa di una serie di temporali e di precipitazioni nevose.
Bonatti ritorna sulla parete 20 giorni dopo, il 13 agosto, stavolta insieme al torinese Luciano Ghigo. I due riescono a salire un buon tratto della parete, ma vengono nettamente rallentati da una placca di 40 metri difficilmente proteggibile.
All'uscita della placca sono colti da una nuova violenta perturbazione che li costringe ad una rocambolesca ritirata in corda doppia lungo il versante nord del Grand Capucin raggiunto per mezzo di una caratteristica cengia nevosa.
Infine il 20 luglio 1951 Bonatti e Ghigo sono nuovamente all'attacco della parete. Raggiungono piuttosto agevolmente la grande cengia dove si era interrotto il tentativo dell'anno precedente e da lì, con ulteriori due giorni di arrampicata, raggiungono la vetta del monolite e si calano lungo la via normale dove vengono raggiunti dall'ennesima tormenta.
Date le alte difficoltà per l'epoca, la via fu aperta con l'uso dell'artificiale e valutata dagli apritori fino al grado A3. Furono impiegati 170 chiodi da roccia. Bonatti riferisce di aver portato con sé 35 chiodi, lasciandone in parete 20. 

## Salite
- Prima ascensione: Walter Bonatti, Luciano Ghigo - 20-23 luglio 1951 - Apertura della via
- Prima ripetizione: Luigi Ghedina, Lino Lacedelli - 18/19 agosto 1951
- Prima libera: Eric Escoffier, Thierry Renault, David Chambre, Jean-Baptiste Tribout - estate 1983
- Prima invernale: Gigi Alippi, Romano Merendi, Luciano Tenderini - 27/28/29 febbraio 1959
- Prima solitaria: Gino Buscaini - 23/24/25 giugno 1959
- Prima solitaria invernale: Jean-Christophe Lafaille - 23 gennaio 1991